# نیویا اسپرتس
نیویا اسپرتس (انگلیسی: Nivia Sports) شرکت تجهیزات ورزشی هندی است، که در سال ۱۹۳۴ تأسیس شد.